# Christie (groupe)
Christie est un groupe britannique de rock, originaire de Londres, en Angleterre. Formé à la fin des années 1960, il est surtout connu au Royaume-Uni pour la chanson Yellow River sortie en 1970.

## Historique
Le chanteur, bassiste et compositeur Jeff Christie (né le 12 juillet 1946 à Leeds, Yorkshire, Angleterre),, a d'abord collaboré avec le guitariste Vic Elmes et le batteur Mike Blakley, ainsi qu'avec plusieurs groupes, y compris avec les Outer Limits, qui sort Just One More Chance / Aidez-moi à S'il vous plaît en 1967, et Great Train Robbery / Sweet Freedom en 1968, et Dance Around The Maypole en 1969, écrit par Roy Wood.
En 1969, Jeff Christie offre Yellow River, qu'il a écrit et composé, au groupe The Tremeloes. Ils enregistrent la chanson, mais changent d'avis et permettent à Christie d'enregistrer le tube. Yellow River est un succès au Royaume-Uni en juin 1970, et par la suite est no 23 aux États-Unis. Il a été un succès mondial, et devient no 1 dans 26 pays avec des ventes globales de plus de 3 millions de dollars.
En octobre 1970, le groupe sort le tube San Bernadino. Il est 7e au Royaume-Uni, et no 1 en Allemagne, mais seulement no 100 aux États-Unis. Les deux tubes sont devenus des chansons phares de leur premier album éponyme de cette année, resté dix semaines au top 200 aux États-Unis. Mais le trio ne fait pas carrière longtemps. Blakley est remplacé par Paul Fenton juste avant la sortie de For All Mankind, deuxième album du groupe, en 1971. Après le départ de Fenton, Jeff Christie engage un Terry Fogg (né Terrence George Fogg, le 25 septembre 1945, à Chesterfield, dans le Derbyshire) à la batterie, Roger Flavell à la basse et Danny Krieger à la guitare. Puis sort Iron Horse en 1972
En 1974, le single Alabama ne redonne pas le succès au groupe. Deux nouveaux membres rejoignent Christie et Flavell : Tony Ferguson (guitare) et Roger Willis (batterie). La chanson JoJo's Band, écrit par Elmes, atteint les charts en Argentine et au Brésil, tandis que Navajo, devient no 1 au Mexique.
Jeff Christie maintient le groupe jusqu'en 1973, avec des remplacements, et composé des chansons pour Mercury Records dans les années 1970. Il reforme le groupe en 1990 avec Kev Moore, Simon Kay et Foster Fos Adrian, membres des cœurs du groupe britannique Tubeless. Ils essayent de représenter le Royaume-Uni au concours Eurovision de la chanson de 1991 avec Safe in your Arms, mais sans succès. Ils ont continué à tourner dans toute l'Europe, en Russie et en Israël pendant une douzaine d'années supplémentaires. 
Après une pause de quatre ans, et la sortie d'un double album, Christie effectue une tournée européenne en 2009.

## Discographie

### Albums studio
- 1970 : Christie
- 1971 : For All Mankind
- 1972 : Iron Horse
- 1972 : Los Mas Grandes Exitos
- 1974 : Navajo (Mexique)
- 2004 : Christie Again - Greatest Hits and More
- 2009 : Jeff Christie - Floored Masters (Past Imperfect)

### Single
- 1965 : There's Just No Pleasing You / My Little Girl
- 1966 : Just How Wrong You Can Be / Blue Turns To Grey
- 1967 : When the Work is Thru
- 1967 : Just One More Chance / Help Me Please
- 1968 : Great Train Robbery / Sweet Freedom
- 1968 : Travelling Circus / Henry Long
- 1970 : Yellow River
- 1970 : San Bernadino
- 1972 : Iron Horse